# Jalapa (planta)

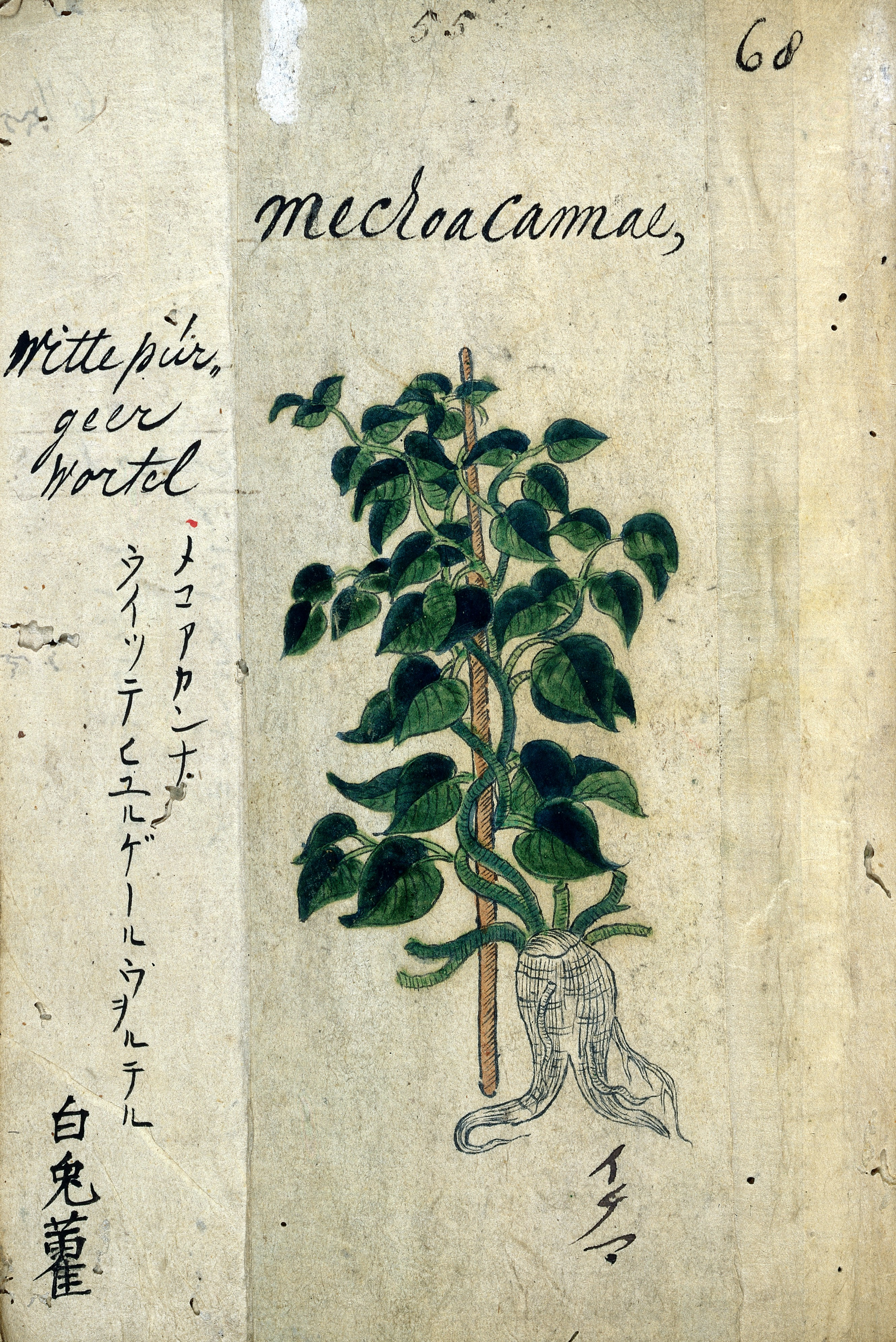
Ipomoea purga, uma das espécies de jalapa

Jalapa é um termo comum para várias espécies de plantas pertencentes às famílias Apocynaceae e Convolvulaceae.

## Etimologia
O termo "jalapa" é uma referência à cidade de Jalapa, no México.

## Descrição
As jalapas são trepadeiras e possuem flores vistosas e coloridas e tubérculos tidos como purgativos.